# Szymbark (Ermland-Mazurië)
Szymbark (Duits: Schönberg) is een dorp in de Poolse woiwodschap Ermland-Mazurië. De plaats maakt deel uit van de gemeente Iława en telt 395 inwoners.
Tot 1945 heette de plaats Schönberg en was het bekend vanwege de burcht. De bouw hiervan begon in 1301 door de Duitse Orde. In 1525 ging de burcht na de reformatie over in wereldlijk bezit. In 1699 werd het gekocht door Ernst Graf Finck von Finckenstein. De burcht bleef tot 1945 in bezit van deze familie. In april 1945, drie maanden na de verovering door de Sovjet-Unie, ging de burcht in vlammen op. In 1947 werden de restanten wederom in brand gestoken. Tegenwoordig resten ruïnes.

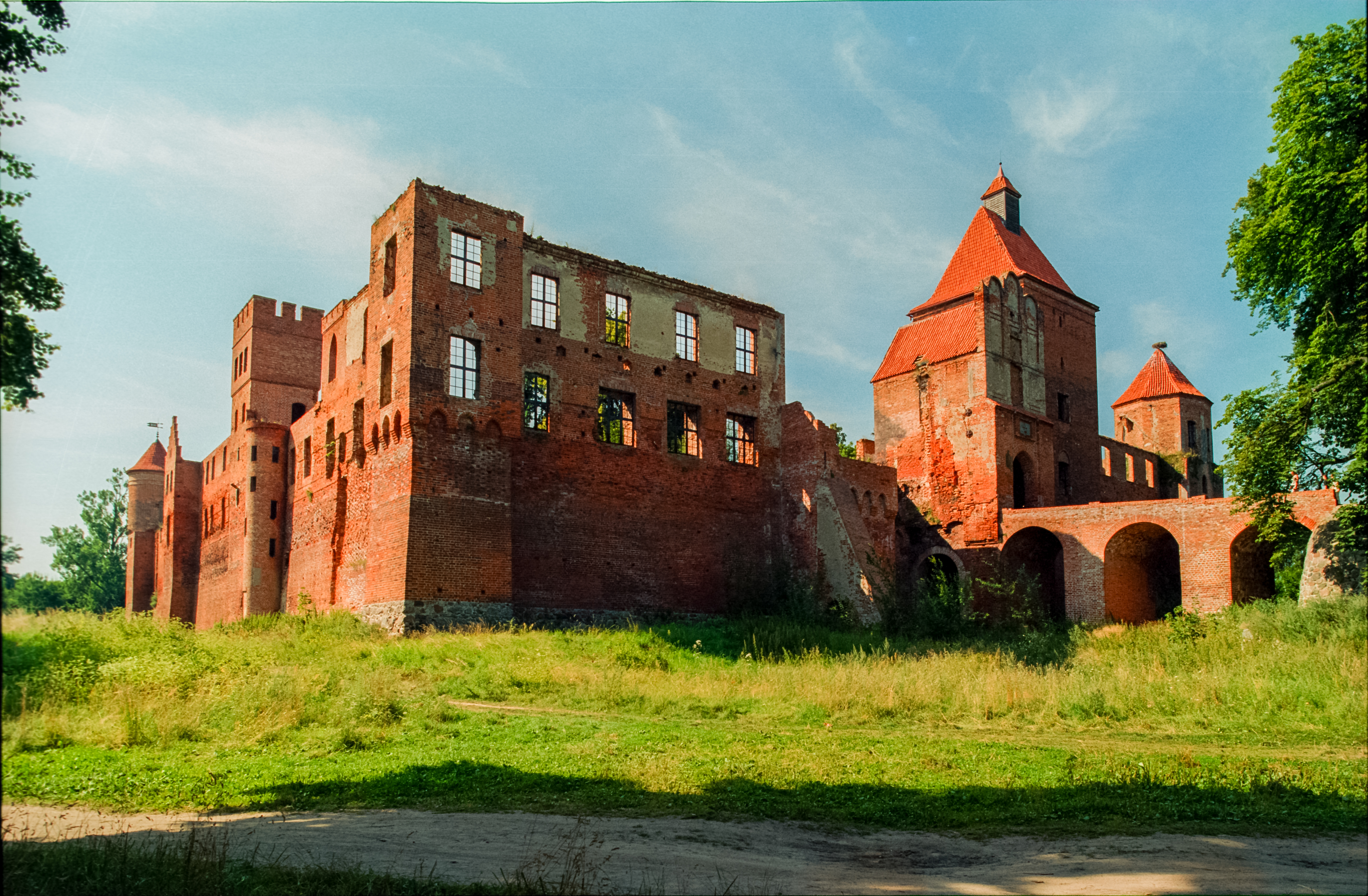
Burcht